# UHC Weissenfels
UHC Weissenfels, innebandyklubb från Tyskland. Laget kommer från staden Weissenfels i Sachsen-Anhalt, strax söder om Leipzig.
Weissenfels vann det tyska mästerskapet i innebandy första gången 2003. Både 2004 och 2005 försvarade man den titeln.
Klubben har flera landslagsmän med i det tyska innebandylandslaget.

## Meriter
- Tyska mästare: 2003, 2004 och 2005
- Europacupspel: 2004